# Yanina Wickmayer
Yanina Wickmayer, född 20 oktober 1989 i Lier, Belgien, är en belgisk professionell tennisspelare.

## Tenniskarriär
Yanina Wickmayer vann sina första titlar som professionell WTA-spelare säsongen 2006 (3 ITF singel-titlar och 2 ITF dubbeltitlar. Säsongen 2007 vann hon ytterligare 5 singel- och 7 dubbeltitlar på ITF-cirkusen.  Wickmayer kvalificerade sig första gången  för spel i Grand Slam-turneringen Franska öppna 2008, men föll i första omgången mot Akgul Amanmuradova. 
Wickmayer vann sin första singeltitel på WTA-touren 2009 (Estoril Open) genom finalseger över Katerina Makarova  (7–5, 6–2). I september deltog hon i US Open och nådde semifinal via segrar över bland andra Petra Kvitová och  Kateryna Bondarenko. Hon förlorade semifinalmötet mot Caroline Wozniacki (3-6, 3-6). Wickmayer rankades efter den turneringen som nummer 22. 
Framgångarna fortsatte under spelsäsongen 2009 med singeltiteln i Generali Ladies Linz. Hon finalbesegrade då Kvitová (6-3, 6-4) efter att i semifinalen ha slagit ut toppseedade italienskan Flavia Pennetta.
På hösten 2009 blev Wickmayer föremål för dopinganklagelser, vilket ledde till ett års avstängning.   Efter vädjan från Wickmayer hävdes dock domen.
Säsongen 2010 inledde Wickmayer med seger i ASB Classic i Nya Zeeland.  Hon finalbesegrade då Flavia Pennetta. I Australiska öppna besegrade hon åter Pennetta och också italienskan Sara Errani. I fjärde omgången föll hon mot Justine Henin. Hon rankades efter den turneringen som nummer 15. I Rome Masters besegrade hon spelare som  Karolina Šprem och Aravane Rezaï. Senare på våren, trots att hon tvingats genomgå ett kirurgiskt ingrepp beroende på en armbågsskada, lyckades hon nå tredje omgången i Franska öppna.
Spelsäsongen 2011 inledde Wickmayer med finalplats i ASB Classic, denna gång förlorade hon dock  mot Gréta Arn (3-6, 3-6). I BNP Paribas Open nådde hon semifinal som hon förlorade mot fransyskan Marion Bartoli. 

### Fed Cup
Wickmayer har deltagit i det belgiska Fed Cup-laget sedan 2007. I olika möten har hon besegrat spelare som Kateryna Bondarenko, Marta Domachowska och Agnieszka Radwańska. I ett möte  2010 mot ett lag från Estland tvingades Wickmayer spela en avgörande singelmatch efter det att hennes båda lagkamrater, Kim Clijsters och Justine Henin blivit skadade. Hon vann den matchen och förde laget till seger.

## Spelaren och personen
Wickmayers pappa, Marc Wickmayer kommer ursprungligen från Österrike. Hennes mor är död. 
Yanina Wickmayer talar flamländska, engelska och franska. Hon har Kim Clijsters som förebild. Från 2010 spelar Wickmayer med en tennisracket ur den nya X-serien från Donnay.

## WTA-touren, finaler
| Resultat | Nr | Datum           | Turnering                       | Underlag | Finalmotståndare             | Setsiffror          |
| Förlust  | 1. | 9 juni 2008     | Birmingham, Storbritannien      | Gräs     | Ukraina Kateryna Bondarenko  | 7–6(7), 3–6, 7–6(4) |
| Seger    | 1. | 8 maj 2009      | Estoril, Portugal               | Grus     | Ryssland Katerina Makarova   | 7–5, 6–2            |
| Förlust  | 2. | 20 juni 2009    | 's-Hertogenbosch, Nederländerna | Gräs     | Thailand Tamarine Tanasugarn | 6–3, 7–5            |
| Seger    | 2. | 18 oktober 2009 | Linz, Österrike                 | Hard     | CZE Petra Kvitová            | 6–3, 6–4            |
| Seger    | 3. | 9 januari 2010  | Auckland, Nya Zeeland           | Hard     | Italien Flavia Pennetta      | 6–3, 6–2            |
| Förlust  | 3. | 8 januari 2011  | Auckland, Nya Zeeland           | Hard     | Ungern Gréta Arn             | 6–3, 6–3            |